# Diospyros pallens
Diospyros pallens là một loài thực vật có hoa trong họ Thị. Loài này được (Thunb.) F.White mô tả khoa học đầu tiên năm 1961.